# فهرست فیلم‌های آمریکایی ۲۰۲۳
در زیر فهرستی از فیلم‌های آمریکایی که در سال ۲۰۲۳ منتشر شده‌اند یا منتشر خواهند شد ارائه شده است.

## پرفروش‌ترین فیلم‌های آمریکایی ۲۰۲۳
پرفروش‌ترین فیلم‌های آمریکایی اکران‌شده در سال ۲۰۲۳ بر اساس درآمد گیشهٔ داخلی به شرح زیر است:
| * | فیلم‌هایی را مشخص می‌کند که در حال حاضر در سینماهای سراسر جهان پخش می‌شوند |

| رتبه | عنوان                                 | توزیع‌کننده                 | فروش داخلی   |
| ---- | ------------------------------------- | -------------------------- | ------------ |
| ۱    | باربی                                 | برادران وارنر پیکچرز       | $۶۳۶٬۲۳۶٬۴۰۱ |
| ۲    | فیلم برادران سوپر ماریو               | یونیورسال پیکچرز           | $۵۷۴٬۹۳۴٬۳۳۰ |
| ۳    | مرد عنکبوتی: در میان دنیای عنکبوتی    | گروه سینمایی سونی پیکچرز   | $۳۸۱٬۵۸۶٬۱۱۲ |
| ۴    | نگهبانان کهکشان بخش ۳                 | استودیو سینمایی والت دیزنی | $۳۵۸٬۹۹۵٬۸۱۵ |
| ۵    | اوپنهایمر                             | یونیورسال                  | $۳۲۸٬۴۵۶٬۳۷۰ |
| ۶    | پری دریایی کوچولو                     | دیزنی                      | $۲۹۸٬۱۷۲٬۰۵۶ |
| ۷    | مرد مورچه‌ای و زنبورک: شیدایی کوانتومی | دیزنی                      | $۲۱۴٬۵۰۶٬۹۰۹ |
| ۸    | وانکا                                 | برادران وارنر پیکچرز       | $۱۹۶٬۰۵۳٬۲۹۵ |
| ۹    | جان ویک: بخش ۴                        | لاینزگیت فیلمز             | $۱۸۷٬۱۳۱٬۸۰۶ |
| ۱۰   | صدای آزادی                            | انجل استودیوز              | $۱۸۴٬۱۷۴٬۶۱۷ |

## ژانویه – مارس
| افتتاحیه | افتتاحیه | عنوان                                      | استودیو                                                                 | منبع   |
| -------- | -------- | ------------------------------------------ | ----------------------------------------------------------------------- | ------ |
| ژانویه   | ۶        | مگان                                       | یونیورسال پیکچرز / بلوم‌هاوس پروداکشنز / اتامیک مانستر پروداکشنز         | [ ۳ ]  |
| ژانویه   | ۶        | راه قدیمی                                  | صبان فیلمز / نیکلاس کیج                                                 | [ ۴ ]  |
| ژانویه   | ۱۱       | توطئه شیطان                                | ساموئل گلدوین فیلمز                                                     | [ ۵ ]  |
| ژانویه   | ۱۱       | هواپیما                                    | لاینزگیت فیلمز / دی بوناونچورا پیکچرز                                   | [ ۶ ]  |
| ژانویه   | ۱۳       | مهمانی خانگی                               | برادران وارنر پیکچرز / نیو لاین سینما                                   | [ ۷ ]  |
| ژانویه   | ۱۳       | مریض                                       | پیکاک / میرامکس / بلوم‌هاوس پروداکشنز                                    | [ ۸ ]  |
| ژانویه   | ۱۳       | سگ گمشده                                   | نتفلیکس                                                                 | [ ۹ ]  |
| ژانویه   | ۱۷       | مشکلی با کودکان وجود دارد                  | پارامونت پیکچرز / بلوم‌هاوس پروداکشنز                                    | [ ۱۰ ] |
| ژانویه   | ۲۰       | گم‌شده                                      | اسکرین جمز / استیج ۶ فیلمز / بازلفس                                     | [ ۱۱ ] |
| ژانویه   | ۲۰       | پسر                                        | سونی پیکچرز کلاسیکس / فیلم۴ / اینجینیوس مدیا / سی-سا                    | [ ۱۲ ] |
| ژانویه   | ۲۰       | وقتی که نجات جهان را تمام کردی             | ای۲۴                                                                    | [ ۱۳ ] |
| ژانویه   | ۲۰       | کارآگاه نایت: استقلال                      | لاینزگیت فیلمز                                                          | [ ۱۴ ] |
| ژانویه   | ۲۰       | کودکان در برابر بیگانگان                   | آرال‌جی‌ای فیلمز                                                          |        |
| ژانویه   | ۲۶       | تین وولف: فیلم                             | پارامونت پلاس / ام‌تی‌وی فیلمز                                            | [ ۱۵ ] |
| ژانویه   | ۲۷       | دور                                        | یونیورسال پیکچرز / دریم‌ورکس                                             | [ ۱۶ ] |
| ژانویه   | ۲۷       | شما مردم                                   | نتفلیکس                                                                 | [ ۱۷ ] |
| ژانویه   | ۲۷       | عروسی شات‌گان                               | آمازون استودیوز / لاینزگیت / مندویل فیلمز                               | [ ۱۸ ] |
| ژانویه   | ۲۷       | استخر بی‌انتها                              | نئون / تاپیک استودیوز / الویشن پیکچرز                                   | [ ۱۹ ] |
| ژانویه   | ۲۷       | زندگی وارونه                               | آی‌اف‌سی فیلمز                                                            | [ ۲۰ ] |
| ژانویه   | ۲۷       | ترس                                        | هیدن امپایر                                                             | [ ۲۱ ] |
| فوریه    | ۳        | در کابین را بزن                            | یونیورسال پیکچرز / بلیندینگ ادج پیکچرز / فیلم‌نیشن انترتینمنت            | [ ۲۲ ] |
| فوریه    | ۳        | ۸۰ برای بردی                               | پارامونت پیکچرز / اندیور                                                | [ ۲۳ ] |
| فوریه    | ۳        | قفل‌ساز                                     | اسکرین مدیا فیلمز                                                       | [ ۲۴ ] |
| فوریه    | ۳        | بیبی روبی                                  | مگنولیا پیکچرز / فیلم‌نیشن انترتینمنت                                    | [ ۲۵ ] |
| فوریه    | ۳        | مسیر آزادی                                 | زنون پیکچرز                                                             | [ ۲۶ ] |
| فوریه    | ۱۰       | آخرین رقص مایک جادویی                      | برادران وارنر پیکچرز                                                    | [ ۲۷ ] |
| فوریه    | ۱۰       | زیرک‌تر                                     | اپل تی‌وی پلاس / ای۲۴ / پیکچرستارت / آی‌ای‌سی                              |        |
| فوریه    | ۱۰       | جای من یا تو                               | نتفلیکس / اگریگت فیلمز / هلو سان‌شاین                                    | [ ۲۸ ] |
| فوریه    | ۱۰       | شخصی که می‌شناختمش                          | آمازون استودیوز / تمپل هیل انترتینمنت                                   | [ ۲۹ ] |
| فوریه    | ۱۰       | تقدیس                                      | آی‌اف‌سی فیلمز                                                            | [ ۳۰ ] |
| فوریه    | ۱۰       | آب‌های بیرونی                               | بلادی دیسگاستینگ                                                        | [ ۳۱ ] |
| فوریه    | ۱۵       | وینی-د-پو: خون و عسل                       | فتوم ایونتز                                                             | [ ۳۲ ] |
| فوریه    | ۱۷       | مرد مورچه‌ای و زنبورک: شیدایی کوانتومی      | مارول استودیوز                                                          | [ ۳۳ ] |
| فوریه    | ۱۷       | امیلی                                      | بلیکر استریت / اینجینیوس مدیا / امبکمنت فیلمز                           |        |
| فوریه    | ۲۴       | خرس کوکائینی                               | یونیورسال پیکچرز / براون‌ستون پروداکشنز                                  | [ ۳۴ ] |
| فوریه    | ۲۴       | انقلاب عیسی                                | لاینزگیت فیلمز / کینگدام استوری کمپانی                                  | [ ۳۵ ] |
| فوریه    | ۲۴       | کبودی                                      | هولو / اونیکس کالکتیو                                                   | [ ۳۶ ] |
| فوریه    | ۲۴       | ما یک روح داریم                            | نتفلیکس / لجندری پیکچرز / تمپل هیل انترتینمنت                           |        |
| فوریه    | ۲۴       | لوتر: سقوط خورشید                          | نتفلیکس / بی‌بی‌سی فیلمز / چرنین انترتینمنت                               | [ ۳۷ ] |
| فوریه    | ۲۴       | لینولئوم                                   | شاوت! استودیوز                                                          | [ ۳۸ ] |
| فوریه    | ۲۴       | زمان خدا                                   | آی‌اف‌سی فیلمز                                                            | [ ۳۹ ] |
| مارس     | ۳        | کرید ۳                                     | مترو گلدوین مایر / بالبوئا پروداکشنز                                    | [ ۴۰ ] |
| مارس     | ۳        | عملیات فورچون                              | لاینزگیت فیلمز / اس‌تی‌اکس انترتینمنت / میرامکس                           | [ ۴۱ ] |
| مارس     | ۳        | یک دروغ مصلحتی کوچک                        | صبان فیلمز                                                              | [ ۴۲ ] |
| مارس     | ۳        | کودکان ذرت                                 | آرال‌جی‌ای فیلمز                                                          | [ ۴۳ ] |
| مارس     | ۳        | درختان نخل و خطوط برق                      | مومنتوم پیکچرز                                                          | [ ۴۴ ] |
| مارس     | ۳        | او را شکار کن، او را بکش                   | ولکام ویلن فیلمز                                                        | [ ۴۵ ] |
| مارس     | ۷        | نادیده                                     | پارامونت پیکچرز / بلوم‌هاوس پروداکشنز                                    | [ ۴۶ ] |
| مارس     | ۱۰       | جیغ ۶                                      | پارامونت پیکچرز / گروه رسانه‌ای اسپای‌گلس                                 | [ ۴۷ ] |
| مارس     | ۱۰       | ۶۵                                         | کلمبیا پیکچرز / بران استودیوز / تی‌اس‌جی انترتینمنت                       | [ ۴۸ ] |
| مارس     | ۱۰       | قهرمان‌ها                                   | فوکس فیچرز                                                              | [ ۴۹ ] |
| مارس     | ۱۰       | چنگ می‌تواند دانک کند                       | والت دیزنی پیکچرز                                                       | [ ۵۰ ] |
| مارس     | ۱۰       | انجیل جنوبی                                | سانبریک استودیوز / بریجستون مولتی‌مدیا                                   | [ ۵۱ ] |
| مارس     | ۱۷       | شزم! خشم خدایان                            | برادران وارنر پیکچرز / نیو لاین سینما / دی‌سی استودیوز                   | [ ۵۲ ] |
| مارس     | ۱۷       | حرکت به پیش                                | رودساید اترکشنز                                                         | [ ۵۳ ] |
| مارس     | ۱۷       | جانی بوستون                                | هولو / استودیوهای قرن بیستم / اسکات فری پروداکشنز                       | [ ۵۴ ] |
| مارس     | ۱۷       | فیل شعبده‌باز                               | نتفلیکس / نتفلیکس انیمیشن                                               | [ ۵۵ ] |
| مارس     | ۱۷       | وایلدفلاور                                 | مومنتوم پیکچرز / انترتینمنت وان                                         | [ ۵۶ ] |
| مارس     | ۱۷       | طوفان چرخشی                                | صبان فیلمز                                                              | [ ۵۷ ] |
| مارس     | ۱۷       | پینبال: مردی که بازی را نجات داد           | ورتیکال انترتینمنت                                                      | [ ۵۸ ] |
| مارس     | ۲۴       | جان ویک: بخش ۴                             | لاینزگیت فیلمز / سامیت انترتینمنت / تاندر رود فیلمز / ۸۷ نورث پروداکشنز | [ ۵۹ ] |
| مارس     | ۲۴       | یک شخص خوب                                 | مترو گلدوین مایر / کیلر فیلمز / الویشن پیکچرز                           | [ ۶۰ ] |
| مارس     | ۳۱       | سیاه‌چال‌ها و اژدهایان: افتخار در میان دزدان | پارامونت پیکچرز / انترتینمنت وان                                        | [ ۴۷ ] |
| مارس     | ۳۱       | طلای ریسی                                  | ورینس فیلمز                                                             | [ ۴۷ ] |
| مارس     | ۳۱       | یک هزار و یک                               | فوکس فیچرز                                                              | [ ۶۱ ] |
| مارس     | ۳۱       | آدم‌کش                                      | صبان فیلمز                                                              | [ ۶۲ ] |
| مارس     | ۳۱       | راز جنایت ۲                                | نتفلیکس / هپی مدیسون پروداکشنز                                          | [ ۶۳ ] |
| مارس     | ۳۱       | تتریس                                      | مارو استودیوز / اکسس اینداستریز                                         | [ ۶۴ ] |
| مارس     | ۳۱       | شگفتی فضا                                  | ساموئل گلدوین فیلمز                                                     | [ ۶۵ ] |
| مارس     | ۳۱       | مرد اسیدی                                  | برینستورم مدیا                                                          | [ ۶۶ ] |
| مارس     | ۳۱       | مالوم                                      | ولکام ویلن فیلمز                                                        | [ ۶۷ ] |

## آوریل – ژوئن
| افتتاحیه | افتتاحیه | عنوان                              | استودیو                                                                | منبع    |
| -------- | -------- | ---------------------------------- | ---------------------------------------------------------------------- | ------- |
| آوریل    | ۵        | فیلم برادران سوپر ماریو            | یونیورسال پیکچرز / ایلومینیشن / نینتندو                                | [ ۶۸ ]  |
| آوریل    | ۵        | ایر                                | آمازون استودیوز / اسکای‌دنس مدیا / ماندالی پیکچرز                       | [ ۶۹ ]  |
| آوریل    | ۷        | این را ستایش کن                    | پیکاک / یونیورسال پیکچرز / ویل پکر پروداکشنز                           | [ ۷۰ ]  |
| آوریل    | ۷        | نمایش                              | ای۲۴                                                                   | [ ۷۱ ]  |
| آوریل    | ۷        | نقاشی                              | آی‌اف‌سی فیلمز                                                           | [ ۷۲ ]  |
| آوریل    | ۷        | روی یک بال و یک دعا                | آمازون استودیوز / مترو گلدوین مایر / لایت‌ورکرز مدیا                    | [ ۷۳ ]  |
| آوریل    | ۷        | چوپا                               | نتفلیکس                                                                | [ ۷۴ ]  |
| آوریل    | ۷        | چگونه یک خط لوله را منفجر کنیم     | نئون                                                                   | [ ۷۵ ]  |
| آوریل    | ۷        | یک عشق‌های واقعی                    | بازفید / اونیو                                                         | [ ۷۶ ]  |
| آوریل    | ۱۲       | فاجعه زیبا                         | ولتیج پیکچرز                                                           | [ ۷۷ ]  |
| آوریل    | ۱۴       | رنفیلد                             | یونیورسال پیکچرز / اسکای‌باوند انترتینمنت                               | [ ۷۸ ]  |
| آوریل    | ۱۴       | جن‌گیر پاپ                          | اسکرین جمز                                                             | [ ۷۹ ]  |
| آوریل    | ۱۴       | مافیا مامان                        | بلیکر استریت / اینجینیس مدیا                                           | [ ۸۰ ]  |
| آوریل    | ۱۴       | آب شیرین                           | برایرکلیف انترتینمنت                                                   | [ ۸۱ ]  |
| آوریل    | ۱۴       | اشیاء نادر                         | آی‌اف‌سی فیلمز                                                           | [ ۸۲ ]  |
| آوریل    | ۲۰       | کوازی                              | هولو / سرچلایت پیکچرز                                                  | [ ۸۳ ]  |
| آوریل    | ۲۱       | مرده شریر برمی‌خیزد                 | برادران وارنر پیکچرز / نیو لاین سینما                                  | [ ۸۴ ]  |
| آوریل    | ۲۱       | میثاق                              | مترو گلدوین مایر / اس‌تی‌اکس انترتینمنت                                  | [ ۸۵ ]  |
| آوریل    | ۲۱       | روح‌شده                             | اپل تی‌وی پلاس / اسکای‌دنس مدیا                                          | [ ۸۶ ]  |
| آوریل    | ۲۱       | بیو می‌ترسد                         | ای۲۴                                                                   | [ ۸۷ ]  |
| آوریل    | ۲۱       | شوالیه                             | سرچلایت پیکچرز / المنت پیکچرز                                          | [ ۸۸ ]  |
| آوریل    | ۲۱       | جایی در کوئینز                     | رودساید اترکشنز / لاینزگیت فیلمز                                       | [ ۸۹ ]  |
| آوریل    | ۲۱       | راهنمای یک توریست برای عشق         | نتفلیکس                                                                | [ ۹۰ ]  |
| آوریل    | ۲۸       | پیتر پن و وندی                     | دیزنی پلاس / والت دیزنی پیکچرز / راث/کرشنباوم فیلمز                    | [ ۹۱ ]  |
| آوریل    | ۲۸       | خدایا اونجا هستی؟ من هستم، مارگارت | لاینزگیت فیلمز / گارسی فیلمز                                           | [ ۳۵ ]  |
| آوریل    | ۲۸       | جورج فورمن بزرگ                    | افیرم فیلمز / ماندالی پیکچرز                                           | [ ۹۲ ]  |
| آوریل    | ۲۸       | سیسو                               | لاینزگیت فیلمز / استیج ۶ فیلمز                                         | [ ۹۳ ]  |
| مۀ       | ۵        | نگهبانان کهکشان بخش ۳              | مارول استودیوز                                                         | [ ۹۴ ]  |
| مۀ       | ۵        | دوباره عشق                         | اسکرین جمز / تاندر رود فیلمز                                           | [ ۹۵ ]  |
| مۀ       | ۱۲       | کلوب کتاب: فصل بعدی                | فوکس فیچرز / اندیور                                                    | [ ۹۶ ]  |
| مۀ       | ۱۲       | بهشت احمق‌ها                        | رودساید اترکشنز / لاینزگیت فیلمز                                       | [ ۹۷ ]  |
| مۀ       | ۱۲       | مادر                               | نتفلیکس / ورتیگو انترتینمنت                                            | [ ۹۸ ]  |
| مۀ       | ۱۲       | خواب‌آور                            | کچاپ انترتینمنت / سالستیس استودیوز / اینجینیس مدیا                     | [ ۹۹ ]  |
| مۀ       | ۱۲       | دهانه                              | دیزنی پلاس / والت دیزنی پیکچرز / لپس ۲۱ انترتینمنت                     | [ ۱۰۰ ] |
| مۀ       | ۱۲       | شوالیه‌های زودیاک                   | استیج ۶ فیلمز / توئی انیمیشن                                           | [ ۱۰۱ ] |
| مۀ       | ۱۲       | مونیکا                             | آی‌اف‌سی فیلمز / رای                                                     | [ ۱۰۲ ] |
| مۀ       | ۱۹       | فست اکس                            | یونیورسال پیکچرز / اوریجینال فیلم                                      | [ ۱۰۳ ] |
| مۀ       | ۱۹       | مردان سفید نمی‌توانند بپرند         | هولو / استودیوهای قرن بیستم                                            | [ ۱۰۴ ] |
| مۀ       | ۱۹       | استاد باغبان                       | مگنولیا پیکچرز                                                         | [ ۱۰۵ ] |
| مۀ       | ۱۹       | جایگاه مقدس                        | نئون                                                                   | [ ۱۰۶ ] |
| مۀ       | ۲۶       | پری دریایی کوچولو                  | والت دیزنی پیکچرز                                                      | [ ۱۰۷ ] |
| مۀ       | ۲۶       | دربارهٔ پدرم                        | لاینزگیت فیلمز                                                         | [ ۱۰۸ ] |
| مۀ       | ۲۶       | ماشین                              | اسکرین جمز / لجندری پیکچرز                                             | [ ۱۰۹ ] |
| مۀ       | ۲۶       | قندهار                             | اوپن رود فیلمز / تاندر رود فیلمز                                       | [ ۱۱۰ ] |
| مۀ       | ۲۶       | تو به احساسات من صدمه زدی          | ای۲۴ / فیلم‌نیشن انترتینمنت / لایکلی استوری                             | [ ۱۱۱ ] |
| ژوئن     | ۲        | مرد عنکبوتی: در میان دنیای عنکبوتی | کلمبیا پیکچرز / سونی پیکچرز انیمیشن / مارول انترتینمنت                 | [ ۱۱۲ ] |
| ژوئن     | ۲        | بوگیمن                             | استودیوهای قرن بیستم / لپس ۲۱ انترتینمنت                               | [ ۱۱۳ ] |
| ژوئن     | ۲        | زندگی‌های گذشته                     | ای۲۴ / سی‌جی ئی‌ان‌ام / کیلر فیلمز / ۲ای‌ام                                | [ ۱۱۱ ] |
| ژوئن     | ۹        | تبدیل‌شوندگان: ظهور جانوران         | پارامونت پیکچرز / اسکای‌دنس مدیا / نیو ریپابلیک پیکچرز / انترتینمنت وان | [ ۱۱۴ ] |
| ژوئن     | ۹        | ولگردها                            | یونیورسال پیکچرز                                                       | [ ۱۱۵ ] |
| ژوئن     | ۹        | شعله‌ور داغ                         | هولو / دیزنی پلاس / سرچلایت پیکچرز                                     | [ ۱۱۶ ] |
| ژوئن     | ۱۶       | فلش                                | برادران وارنر پیکچرز / دی‌سی استودیوز                                   | [ ۱۱۷ ] |
| ژوئن     | ۱۶       | بنیادین                            | والت دیزنی پیکچرز / پیکسار                                             | [ ۱۱۸ ] |
| ژوئن     | ۱۶       | استروید سیتی                       | فوکس فیچرز / ایندین پینت‌براش                                           | [ ۱۱۹ ] |
| ژوئن     | ۱۶       | استخراج ۲                          | نتفلیکس / ای‌جی‌بی‌او                                                     | [ ۹۸ ]  |
| ژوئن     | ۱۶       | سیاه‌شدن                            | لاینزگیت فیلمز / رسانه رایتس کاپیتال                                   | [ ۱۲۰ ] |
| ژوئن     | ۲۳       | هیچ مشکلی نیست                     | کلمبیا پیکچرز                                                          | [ ۱۲۱ ] |
| ژوئن     | ۲۳       | یافت کامل                          | نتفلیکس / ای‌جی‌سی استودیوز                                              | [ ۱۲۲ ] |
| ژوئن     | ۳۰       | ایندیانا جونز و گردانه سرنوشت      | لوکاس‌فیلم / والت دیزنی پیکچرز                                          | [ ۱۲۳ ] |
| ژوئن     | ۳۰       | روبی گیلمن، کراکن نوجوان           | یونیورسال پیکچرز / دریم‌ورکس انیمیشن                                    | [ ۱۲۴ ] |
| ژوئن     | ۳۰       | هارولد و مداد رنگی بنفش            | کلمبیا پیکچرز / دیویس انترتینمنت                                       | [ ۱۲۵ ] |

## ژوئیه–سپتامبر
| افتتاحیه | افتتاحیه | عنوان                                           | استودیو                                                         | منبع    |
| -------- | -------- | ----------------------------------------------- | --------------------------------------------------------------- | ------- |
| ژوئیه    | ۷        | توطئه‌آمیز: ترس از تاریکی                        | اسکرین جمز / استیج ۶ فیلمز / بلوم‌هاوس پروداکشنز                 | [ ۱۲۶ ] |
| ژوئیه    | ۷        | جوی راید                                        | لاینزگیت فیلمز / پوینت گری پیکچرز                               | [ ۱۲۷ ] |
| ژوئیه    | ۷        | زیست‌کره                                         | آی‌اف‌سی فیلمز                                                    | [ ۱۲۸ ] |
| ژوئیه    | ۱۴       | مأموریت: غیرممکن – روزشمار مرگ قسمت اول         | پارامونت پیکچرز / اسکای‌دنس مدیا / تام کروز                      | [ ۱۲۹ ] |
| ژوئیه    | ۱۴       | کمپ تئاتر                                       | سرچلایت پیکچرز                                                  | [ ۱۳۰ ] |
| ژوئیه    | ۲۱       | اوپنهایمر                                       | یونیورسال پیکچرز / سینکاپی فیلمز / اطلس انترتینمنت              | [ ۱۳۱ ] |
| ژوئیه    | ۲۱       | باربی                                           | برادران وارنر پیکچرز / هی‌دی فیلمز / فیلم‌های ماتل                | [ ۱۳۲ ] |
| ژوئیه    | ۲۱       | آنها تایرون را شبیه‌سازی کردند                   | نتفلیکس                                                         | [ ۹۸ ]  |
| ژوئیه    | ۲۱       | تار عنکبوت                                      | لاینزگیت فیلمز / پوینت گری پیکچرز                               | [ ۱۳۳ ] |
| ژوئیه    | ۲۸       | عمارت متروکه                                    | والت دیزنی پیکچرز                                               | [ ۱۳۴ ] |
| ژوئیه    | ۲۸       | همدردی برای شیطان                               | آرال‌جی‌ای فیلمز                                                  | [ ۱۳۵ ] |
| اوت      | ۴        | لاک‌پشت‌های نینجای جهش‌یافته نوجوان: آشوب جهش‌یافته | پارامونت پیکچرز / نیکلودئون موویز / پوینت گری پیکچرز            | [ ۱۳۶ ] |
| اوت      | ۴        | مگ ۲: گودال                                     | برادران وارنر پیکچرز                                            | [ ۱۳۷ ] |
| اوت      | ۴        | رویای وحشی                                      | رودساید اترکشنز                                                 | [ ۱۳۸ ] |
| اوت      | ۱۱       | گرن توریسمو                                     | کلمبیا پیکچرز / پلی‌استیشن پروداکشنز                             | [ ۱۳۹ ] |
| اوت      | ۱۱       | آخرین سفر دمتر                                  | یونیورسال پیکچرز / دریم‌ورکس / امبلین انترتینمنت                 | [ ۱۴۰ ] |
| اوت      | ۱۱       | قلب سنگی                                        | نتفلیکس / اسکای‌دنس مدیا                                         | [ ۹۸ ]  |
| اوت      | ۱۸       | بلو بیتل                                        | برادران وارنر پیکچرز / دی‌سی استودیوز                            | [ ۱۴۱ ] |
| اوت      | ۱۸       | پرنده سفید: یک داستان شگفت‌انگیز                 | لاینزگیت / مندویل فیلمز / رسانه پارتیکیپنت                      | [ ۱۴۲ ] |
| اوت      | ۱۸       | لطفاً نابود نکنید                                | یونیورسال پیکچرز / آپاتو پروداکشنز                              | [ ۱۴۳ ] |
| اوت      | ۱۸       | تپه                                             | برایارکلیف انترتینمنت                                           | [ ۱۴۴ ] |
| اوت      | ۲۵       | سرقت                                            | نتفلیکس / ژانره فیلمز / مت ریوز                                 | [ ۹۸ ]  |
| اوت      | ۲۵       | آن‌ها گوش می‌دهند                                 | اسکرین جمز / بلوم‌هاوس پروداکشنز                                 | [ ۱۴۵ ] |
| سپتامبر  | ۱        | برابرساز ۳                                      | کلمبیا پیکچرز / اسکیپ آرتیستس                                   | [ ۱۱۲ ] |
| سپتامبر  | ۸        | راهبه ۲                                         | برادران وارنر پیکچرز / نیو لاین سینما / اتامیک مانستر پروداکشنز | [ ۸۴ ]  |
| سپتامبر  | ۸        | عروسی بزرگ یونانی من ۳                          | فوکس فیچرز / پلی‌تون / گولد سیرکل                                | [ ۱۴۶ ] |
| سپتامبر  | ۱۵       | یک جن‌زدگی در ونیز                               | استودیوهای قرن بیستم / اسکات فری پروداکشنز / ژانره فیلمز        | [ ۱۴۷ ] |
| سپتامبر  | ۱۵       | چلنجرز                                          | مترو گلدوین مایر / ایمی پاسکال                                  | [ ۱۴۸ ] |
| سپتامبر  | ۲۲       | بی‌مصرف‌ها ۴                                      | لاینزگیت فیلمز / میلنیوم مدیا                                   | [ ۱۰۸ ] |
| سپتامبر  | ۲۲       | کتاب کلارنس                                     | کلمبیا پیکچرز / لجندری پیکچرز                                   | [ ۱۴۹ ] |
| سپتامبر  | ۲۲       | عروسک‌های رانندگی                                | فوکس فیچرز / ورکینگ تایتل فیلمز                                 | [ ۱۵۰ ] |
| سپتامبر  | ۲۹       | گشت پنجه‌ای: فیلم توانا                          | پارامونت پیکچرز / نیکلودئون موویز / اسپین مستر                  | [ ۱۵۱ ] |

## اکتبر–دسامبر
| افتتاحیه | افتتاحیه | عنوان                                          | استودیو                                                                | منبع    |
| -------- | -------- | ---------------------------------------------- | ---------------------------------------------------------------------- | ------- |
| اکتبر    | ۶        | کریون شکارچی                                   | کلمبیا پیکچرز / مارول انترتینمنت                                       | [ ۱۵۲ ] |
| اکتبر    | ۶        | قاتلان ماه کامل                                | اپل تی‌وی پلاس / پارامونت پیکچرز / سیکلیا پروداکشنز / اپین وی پروداکشنز | [ ۱۵۳ ] |
| اکتبر    | ۶        | عشق حقیقی                                      | استودیوهای قرن بیستم / ریجنسی انترتینمنت                               | [ ۱۵۴ ] |
| اکتبر    | ۱۳       | جن‌گیر: مؤمن                                    | یونیورسال پیکچرز / بلوم‌هاوس پروداکشنز                                  | [ ۱۵۵ ] |
| اکتبر    | ۱۳       | دوشیزه                                         | نتفلیکس / راث/کرشنباوم فیلمز                                           | [ ۹۸ ]  |
| اکتبر    | ۱۳       | فرشته‌های معمولی                                | لاینزگیت / کینگدام استوری کمپانی                                       | [ ۱۵۶ ] |
| اکتبر    | ۲۰       | پول احمقانه                                    | استیج ۶ فیلمز / بلک بر پیکچرز                                          | [ ۱۵۷ ] |
| اکتبر    | ۲۰       | The Underdoggs                                 | مترو گلدوین مایر                                                       | [ ۱۵۸ ] |
| اکتبر    | ۲۷       | پنج شب در فردی                                 | یونیورسال پیکچرز / بلوم‌هاوس پروداکشنز                                  | [ ۱۵۹ ] |
| اکتبر    | ۲۷       | اره ۱۰                                         | لاینزگیت فیلمز / تویستد پیکچرز                                         | [ ۱۶۰ ] |
| اکتبر    | ۲۷       | سوداگران درد                                   | نتفلیکس                                                                | [ ۹۸ ]  |
| نوامبر   | ۳        | تلماسه: بخش دو                                 | برادران وارنر پیکچرز / لجندری پیکچرز                                   | [ ۱۶۱ ] |
| نوامبر   | ۱۰       | مارول‌ها                                        | مارول استودیوز                                                         | [ ۱۳۴ ] |
| نوامبر   | ۱۰       | آدم‌کش                                          | نتفلیکس / پلن بی انترتینمنت                                            | [ ۹۸ ]  |
| نوامبر   | ۱۰       | دارندگان                                       | فوکس فیچرز / میرامکس                                                   | [ ۱۶۲ ] |
| نوامبر   | ۱۷       | بازی‌های گرسنگی: تصنیف پرندگان آوازخوان و مارها | لاینزگیت فیلمز                                                         | [ ۱۶۳ ] |
| نوامبر   | ۱۷       | ترول‌ها با هم گروه می شوند                      | یونیورسال پیکچرز / دریم‌ورکس انیمیشن                                    | [ ۱۶۴ ] |
| نوامبر   | ۱۷       | هدف بعدی پیروزی است                            | سرچلایت پیکچرز                                                         | [ ۱۶۵ ] |
| نوامبر   | ۱۷       | یک رابطهٔ خانوادگی                              | نتفلیکس / راث/کرشنباوم فیلمز                                           | [ ۹۸ ]  |
| نوامبر   | ۱۷       | شکرگزاری                                       | ترایستار پیکچرز / گروه رسانه‌ای اسپای‌گلس                                | [ ۱۶۶ ] |
| نوامبر   | ۲۲       | آرزو                                           | والت دیزنی پیکچرز / استودیو انیمیشن والت دیزنی                         | [ ۱۶۷ ] |
| نوامبر   | ۲۲       | ناپلئون                                        | اپل تی‌وی پلاس / کلمبیا پیکچرز / اسکات فری پروداکشنز                    | [ ۱۶۸ ] |
| نوامبر   | ۲۲       | لئو                                            | نتفلیکس / نتفلیکس انیمیشن                                              | [ ۹۸ ]  |
| دسامبر   | ۸        | دنیا را پشت سر بگذار                           | نتفلیکس                                                                | [ ۹۸ ]  |
| دسامبر   | ۸        | رویاهای مجله                                   | سرچلایت پیکچرز                                                         | [ ۱۶۹ ] |
| دسامبر   | ۱۵       | وانکا                                          | برادران وارنر پیکچرز / هی‌دی فیلمز                                      | [ ۱۳۷ ] |
| دسامبر   | ۲۰       | آکوامن و پادشاهی گم‌شده                         | برادران وارنر پیکچرز / دی‌سی استودیوز / اتامیک مانستر پروداکشنز         | [ ۱۷۰ ] |
| دسامبر   | ۲۰       | دنباله بدون عنوان شکارچیان روح: افترلایف       | کلمبیا پیکچرز / بران استودیوز / گوست کورپ                              | [ ۱۷۱ ] |
| دسامبر   | ۲۲       | ماه سرکش                                       | نتفلیکس / کروئل اند آنیوژوال فیلمز                                     | [ ۹۸ ]  |
| دسامبر   | ۲۲       | مهاجرت                                         | یونیورسال پیکچرز / ایلومینیشن (شرکت)                                   | [ ۱۷۲ ] |
| دسامبر   | ۲۵       | رنگ ارغوانی                                    | برادران وارنر پیکچرز / امبلین انترتینمنت                               | [ ۱۷۰ ] |